# Alexis Mendoza
Alexis Antonio Mendoza Barrina (* 8. November 1961 in Barranquilla) ist ein ehemaliger kolumbianischer Fußballspieler und heutiger -trainer. Er war Abwehrspieler und bestritt zwischen 1987 und 1997 67 Spiele und erzielte 2 Tore für die kolumbianische Fußballnationalmannschaft.

## Spielerkarriere

### Verein
Mendoza spielte den größten Teil seiner Karriere für Atlético Junior. Er spielte auch für América de Cali von 1990 bis 1992 und gewann zwei Kolumbianische Fußballmeisterschaften (1990 und 1992). 1993 ging Mendoza zurück zu Atlético Junior und gewann 1993 und 1995 die Kolumbianische Fußballmeisterschaft. 1996 wechselte Alexis Mendoza zu CD Veracruz, wo er dann im Alter von 36 Jahren seine Karriere beendete.

### Nationalmannschaft
Alexis Mendoza spielte ein Spiel bei der WM 1994 und war für die WM 1990 nominiert. Er spielte viermal bei der Copa América
1987, 1989, 1993 und 1995.

### Erfolge
Kolumbianische Fußballmeisterschaft:
- 1990 und 1992 mit América de Cali
- 1993 und 1995 mit Atlético Junior

## Trainerlaufbahn
Im Juni 2010 war er kurzzeitig Trainer der honduranischen Nationalmannschaft. Von Januar 2015 bis Juli 2016 war er in dieser Funktion bei Atlético Junior tätig und gewann 2015 die Copa Colombia mit seinem Team. Ab Juli 2016 trainierte er die Mannschaft des ecuadorianischen Klubs Independiente del Valle. bis Dezember 2017. Von da an bis April 2018 versuchte er sich wieder bei Atlético Junior in Barranquilla mit mäßigem Erfolg.